# Långnäbbad busksmyg
Långnäbbad busksmyg (Sericornis magnirostra) är en fågel i familjen taggnäbbar inom ordningen tättingar.

## Utseende
Långnäbbad busksmyg är en liten brun fågel med en lång och spetsig näbb. Den har vidare långa skäraktiga ben och en smutsvit ögonring.

## Utbredning och systematik
Arten är endemisk för Australien. Den delas in i tre underarter med följande utbredning:
- Sericornis magnirostra viridior – förekommer i nordöstra Australien i kustområden och bergsskogar i Queensland
- Sericornis magnirostra magnirostra – förekommer i östra Australien, från Clarke Range i Queensland till allra nordöstligaste Victoria.
- Sericornis magnirostra howei – förekommer i Victoria, i västra Gippsland och i bergskedjan Strzelecki

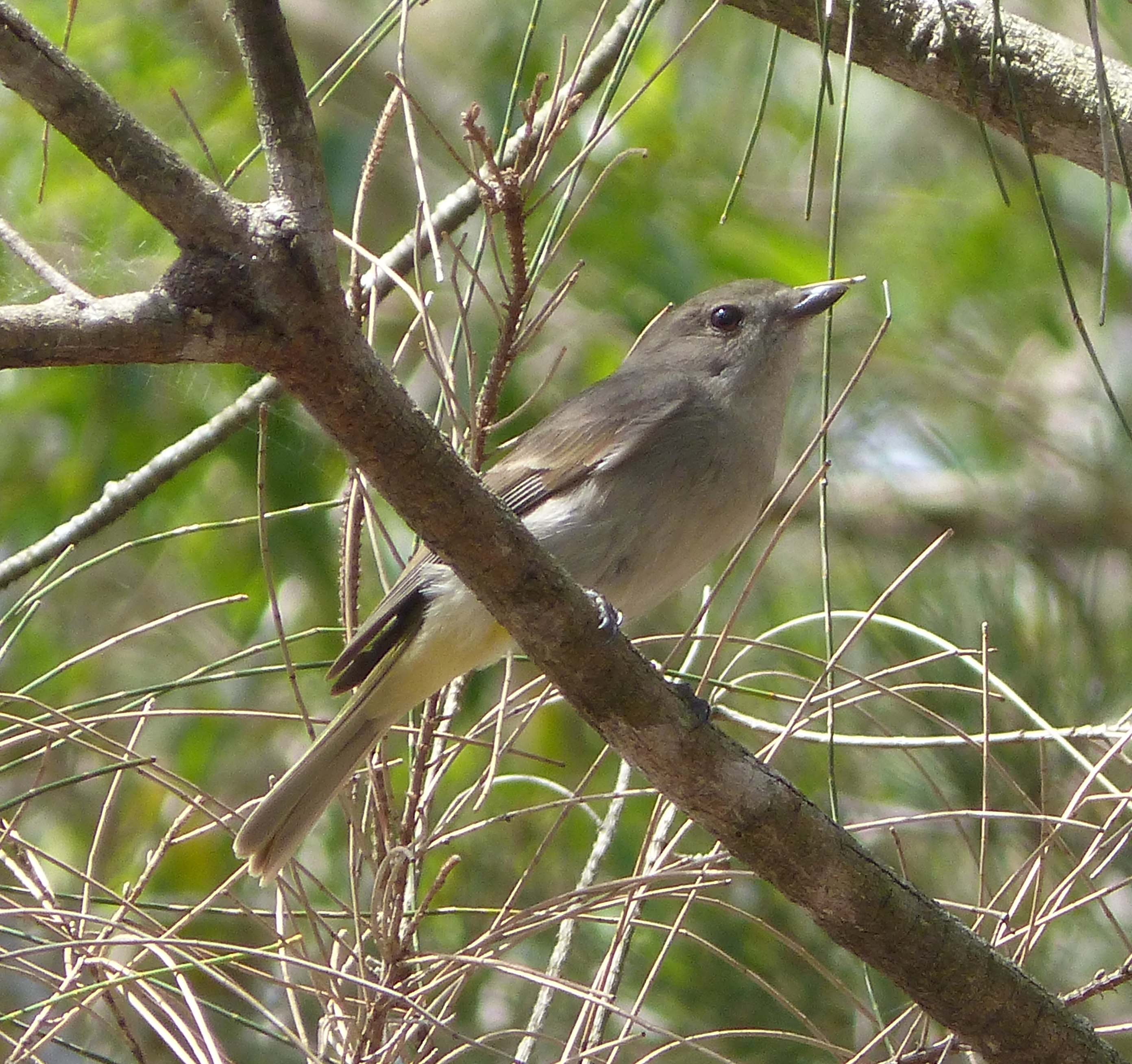

## Levnadssätt
Långnäbbad busksmyg hittas i regnskog och fuktig skog med eukalyptus. Där ses den födosöka efter insekter, mestadels i skogens mellersta och lägre skikt och ofta på trädstammar. 

## Status
Arten har ett stort utbredningsområde och beståndet anses vara stabilt. Internationella naturvårdsunionen IUCN listar den därför som livskraftig (LC).